# Cosmophasis strandi
Cosmophasis strandi är en spindelart som beskrevs av Lodovico di Caporiacco 1947. Cosmophasis strandi ingår i släktet Cosmophasis och familjen hoppspindlar. Inga underarter finns listade i Catalogue of Life.